# GY Андромеди
HD9996 є хімічно пекулярною зорею спектрального класу B9 і має видиму зоряну величину в смузі V приблизно 6,4. Вона  розташована на відстані близько 454,9 світлових років від Сонця.

## Фізичні характеристики
Зоря HD9996 обертається порівняно повільно навколо своєї осі. Проєкція її екваторіальної швидкості на промінь зору становить Vsin(i) = 31 км/с. Телескоп Гіппаркос зареєстрував фотометричну змінність даної зорі з періодом 39,76 доби в межах від Hmin= 6,40 до Hmax= 6,37.

## Пекулярний хімічний вміст
Зоряна атмосфера HD9996 має підвищений вміст хрому.

## Магнітне поле
Спектр зорі вказує на наявність магнітного поля у її зоряній атмосфері. Напруженість повздовжної компоненти поля оціненої з аналізу становить 833,2 ± 174,1 гауса.